# Juan del Encina
Juan del Encina (ur. 12 lipca 1468 w Salamanka – zm. 1534) – dramatopisarz hiszpański. Był kompozytorem i poetą, często nazywany twórcą hiszpańskiego dramatu.

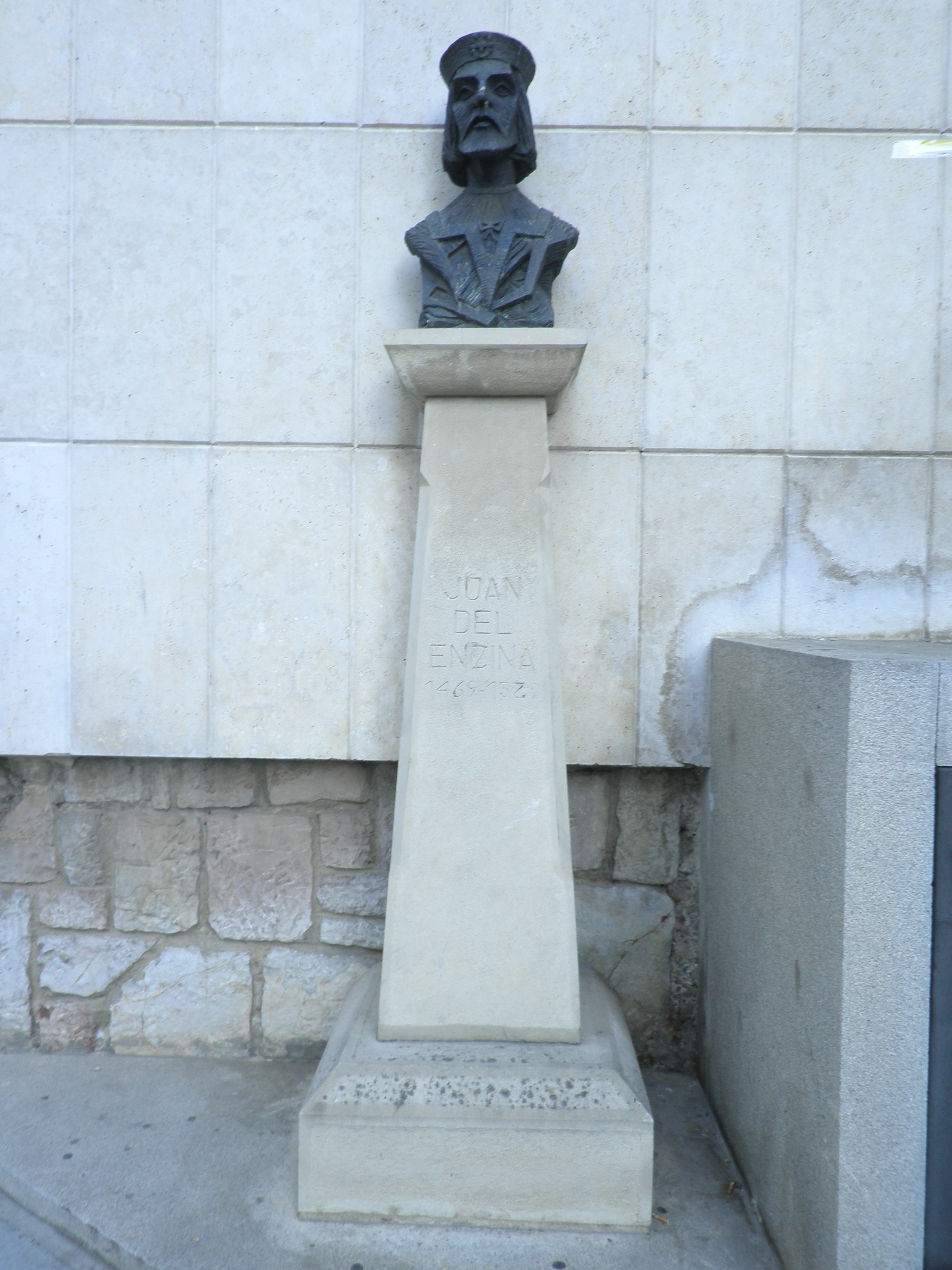
Juan del Encina

## Wybrane prace
- Triunfo de la fama (1492)
- Cancionero (1496)
- Tan buen ganadico (1496)[1]
- Más vale trocar (1496)[2]
- Triste España sin ventura (1504)
- Plácida y Victoriano (1513)
- Églogas
- Oy comamos y bebamos (późne 1400)
- Tribagia o Via Sacra de Hierusalem (1521)